# Museo Marítimo de la Torre del Oro
El Museo Marítimo de la Torre del Oro, es una institución cultural dependiente de la Armada española, ubicada en la Torre del Oro, junto al río Guadalquivir en Sevilla, Andalucía, España.

## Historia
En 1843 se inauguró el primer Museo Naval español en Madrid. En 1930 se creó el Patronato del Museo Naval. En 1934 dos concejales sevillanos, Bermudo Barrera y Romero Llorente, tuvieron la idea de convertir la torre de un centro de interpretación del río Guadalquivir y su historia. En 1935 se celebró en Sevilla el XXVI Congreso Internacional de Americanistas y estos concejales aprovecharon para trasladar su idea a los directores del Patronato del Museo Naval, que asumieron la propuesta.
El museo sevillano se aprobó el 21 de marzo de 1936 por orden del Ministerio de Marina, aunque su apertura se retrasaría debido a la Guerra Civil. En 1942 comenzaron las obras de restauración y adecuación de la torre para este uso, tras las cuales se inauguró el museo en 1944.

## Contenido
El museo tiene dos plantas visitables y una terraza mirador. El espacio dedicado a la exposición son 623 metros cuadrados.
La primera planta está dedicada a la historia y usos de la Torre del Oro. Hay una réplica de unas cadenas de Cantabria que se consideran rotas por la flota del almirante Ramón Bonifaz en la Reconquista de Sevilla de 1248. En una vitrina hay una reproducción de una vista panorámica de Sevilla realizada por Simon Wynhoutsz de Vries y editada por Johannes Jansonius en 1617 (el original se encuentra en la Biblioteca Británica de Londres). En esta planta también hay cañones del siglo XVII que fueron recuperados de las costas de Ceuta en 1884.
En el acceso a la segunda planta hay un azulejo que recuerda la visita de Alfonso XIII el 10 de abril de 1923 y una placa que recuerda el hermanamiento entre la Torre del Oro y la Torre de Belém realizado en 1992.
La segunda planta se organiza en seis secciones denominadas: «Albores», «Descubrimiento», «Poder naval», «Ciencia», «Crisis» y «La Armada de hoy». Las doce paredes de esta planta de la torre tienen carteles con los nombres de los vientos: Boreas, Gálico, Carbas, Solano, Omitias, Leucondio, Auster, Ábrego, Argestes, Céfiro, Etesios y Thracias. Hay reproducciones de retratos de marinos ilustres (como Ramón Bonifaz, Roger de Lauria y Luis de Córdova), reproducciones de mapas (como la Carta Universal de Juan de la Cosa) y maquetas de barcos (como la Santa María de Cristóbal Colón, la nao Victoria de Juan Sebastián Elcano, el galeón San Felipe que cubría el trayecto a Manila o el buque de acción marítima Audaz). También se expone el mascarón de proa del buque Giralda, construido en Glasgow en 1894 y desguazado en Sevilla en 1940.
Durante una reciente remodelación de los espacios expositivos, varias piezas del museo fueron trasladadas a otras dependencias: una maqueta a gran escala del transatlántico Cristóbal Colón (1923) se encuentra actualmente en la recepción del Museo Naval de San Fernando. Otro modelo, del vapor de ruedas Real Fernando que cubría el trayecto Sevilla-Cádiz, fue trasladado a la Comandancia Naval de Sevilla, junto con dos pinturas sobre tabla de gran formato que representan el puerto de Sevilla a mediados del siglo XVIII. Dichas tablas han sido recientemente restauradas.

## Visita
El acceso es gratuito, pero se solicita una donación de 3 euros para su mantenimiento.

## Galería de imágenes

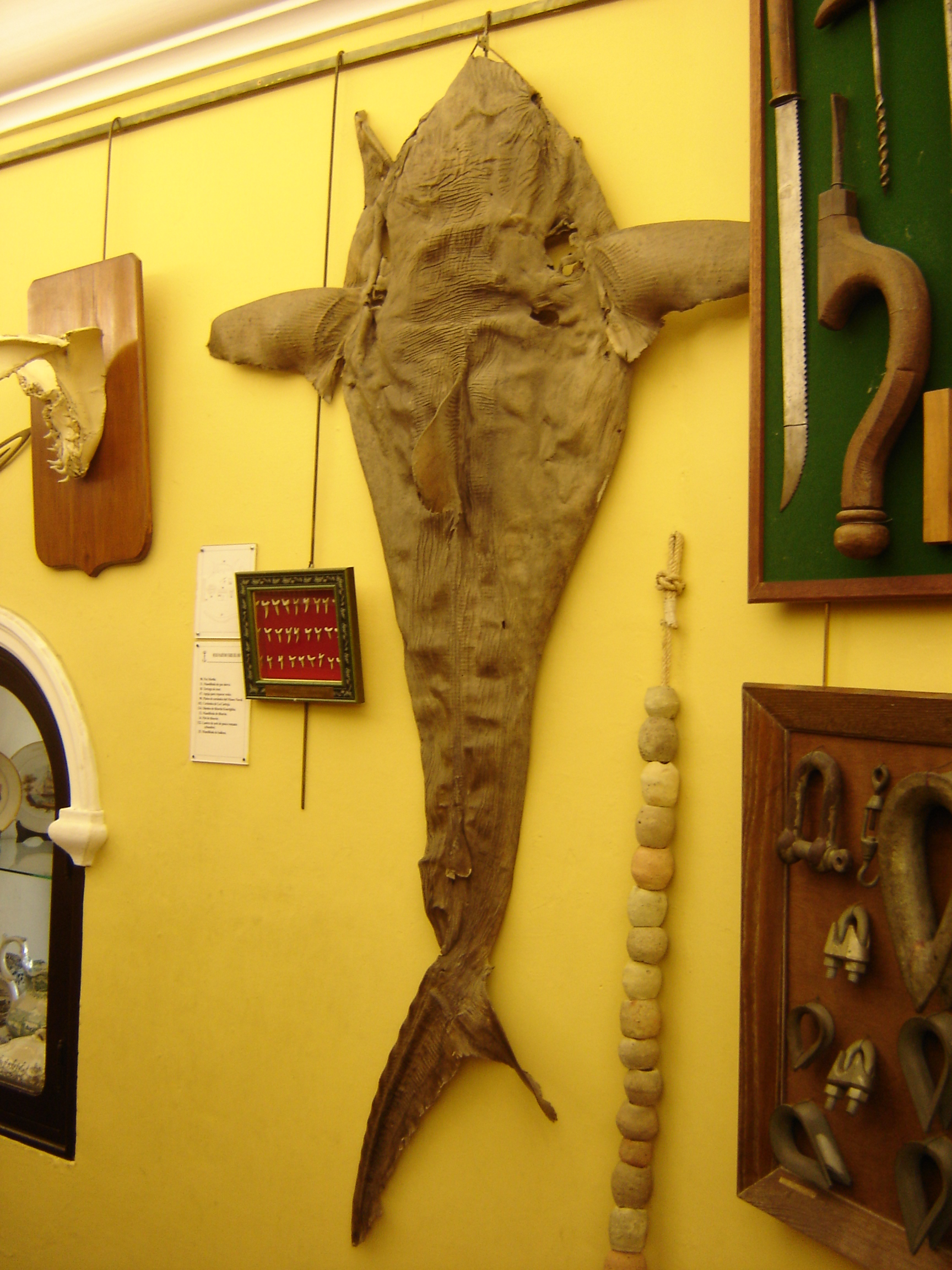
Fósil
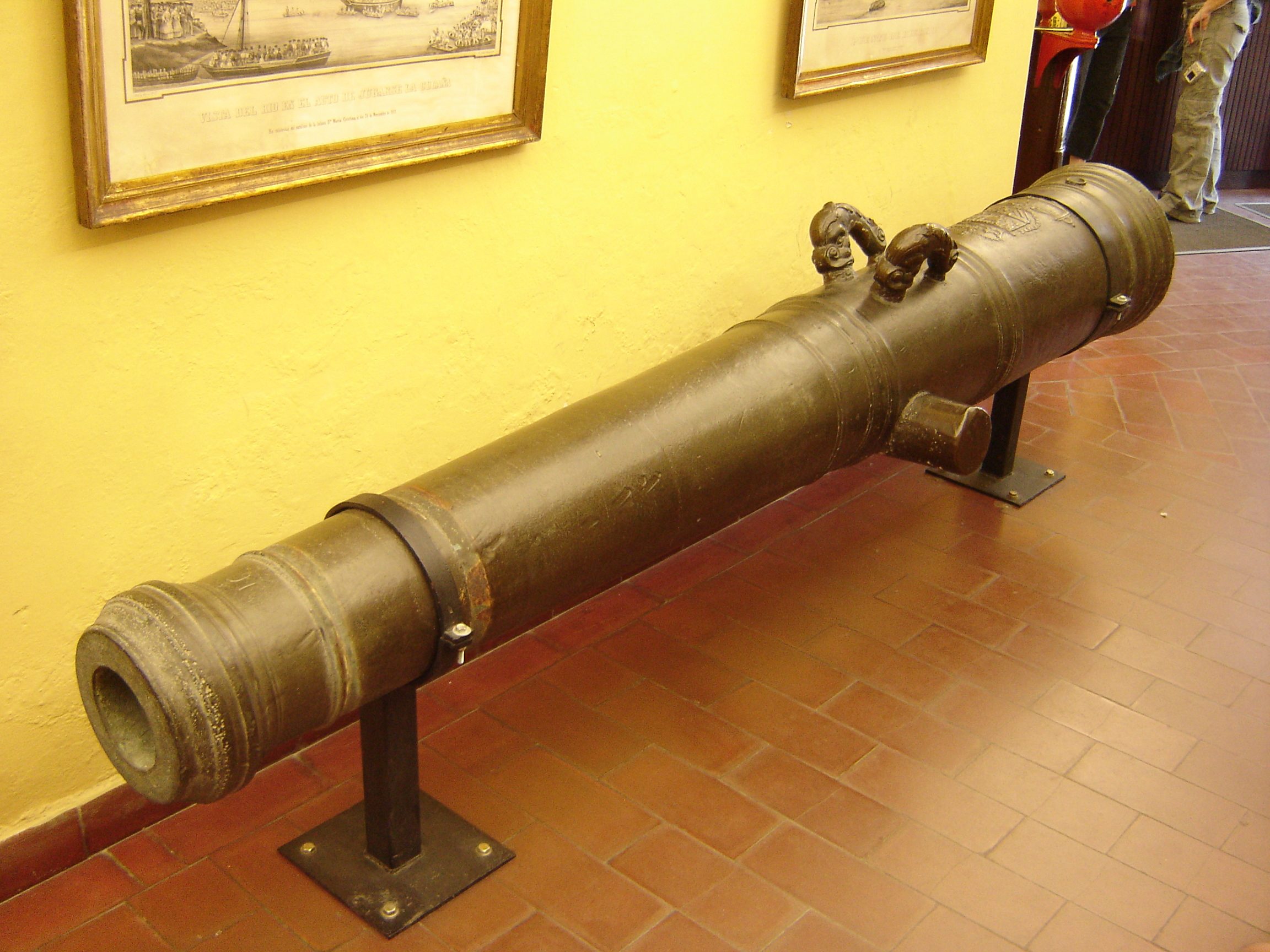
Cañón del siglo XVI
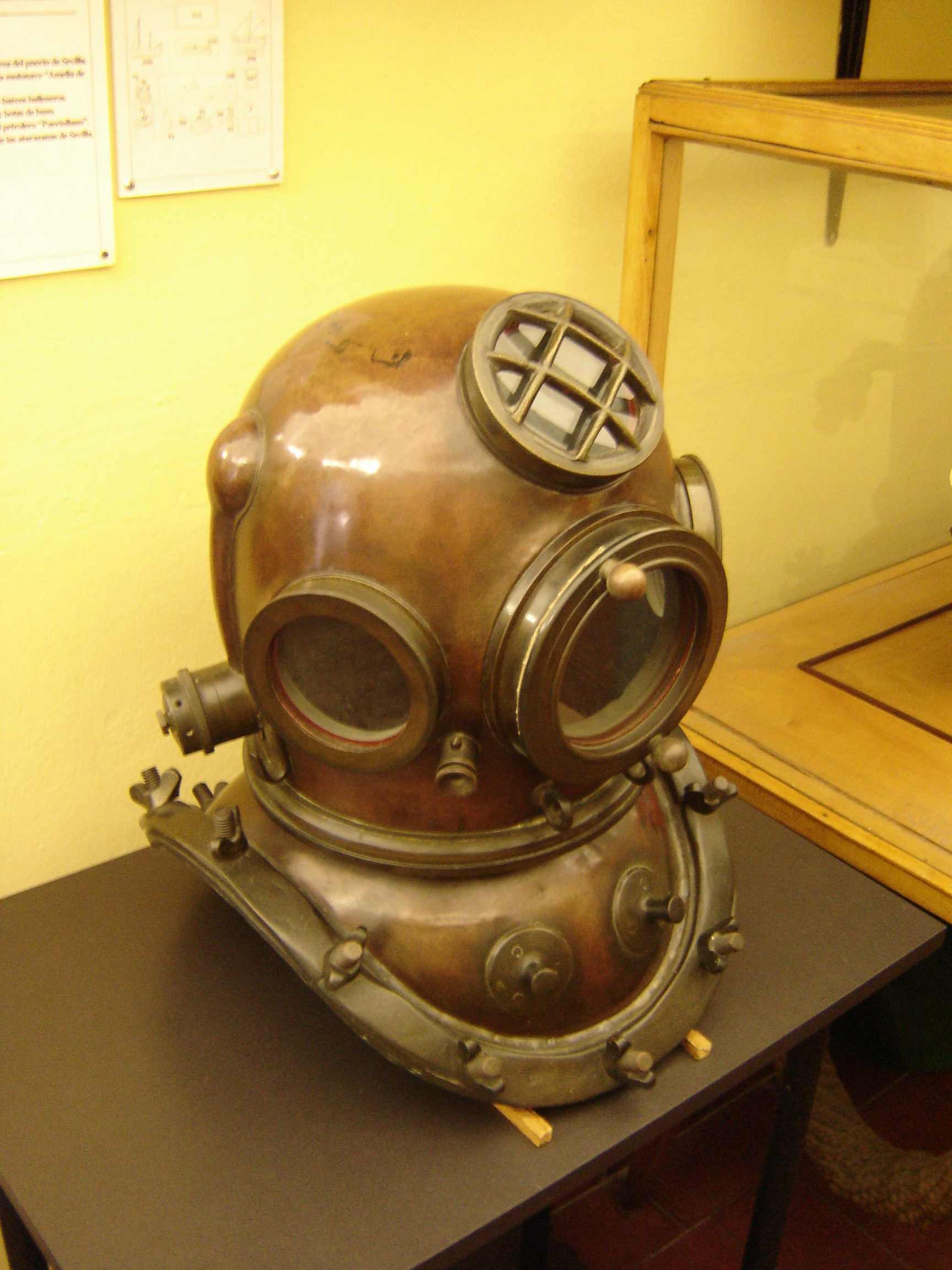
Escafandra
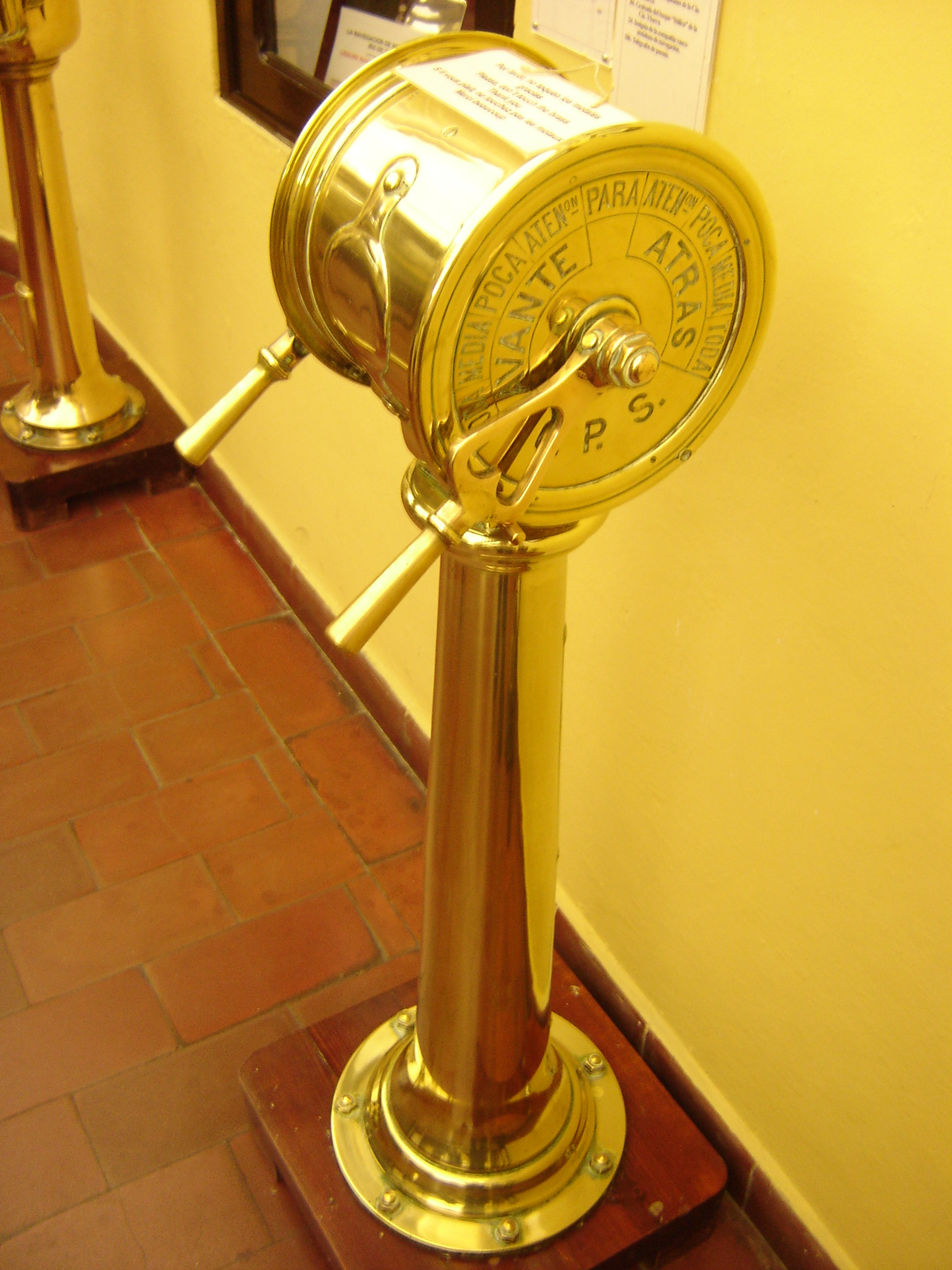
Telégrafo
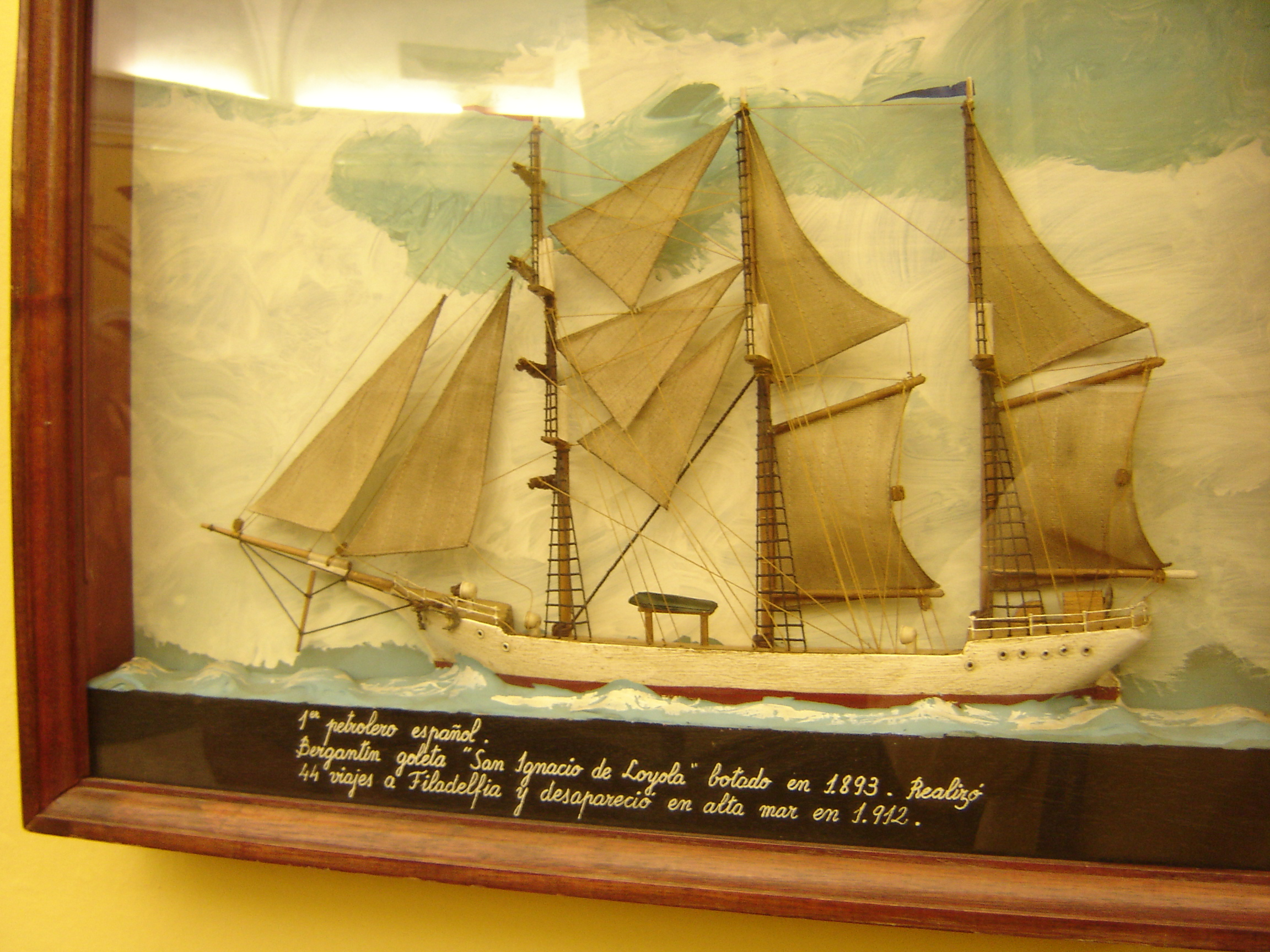
Bergantín San Ignacio de Loyola
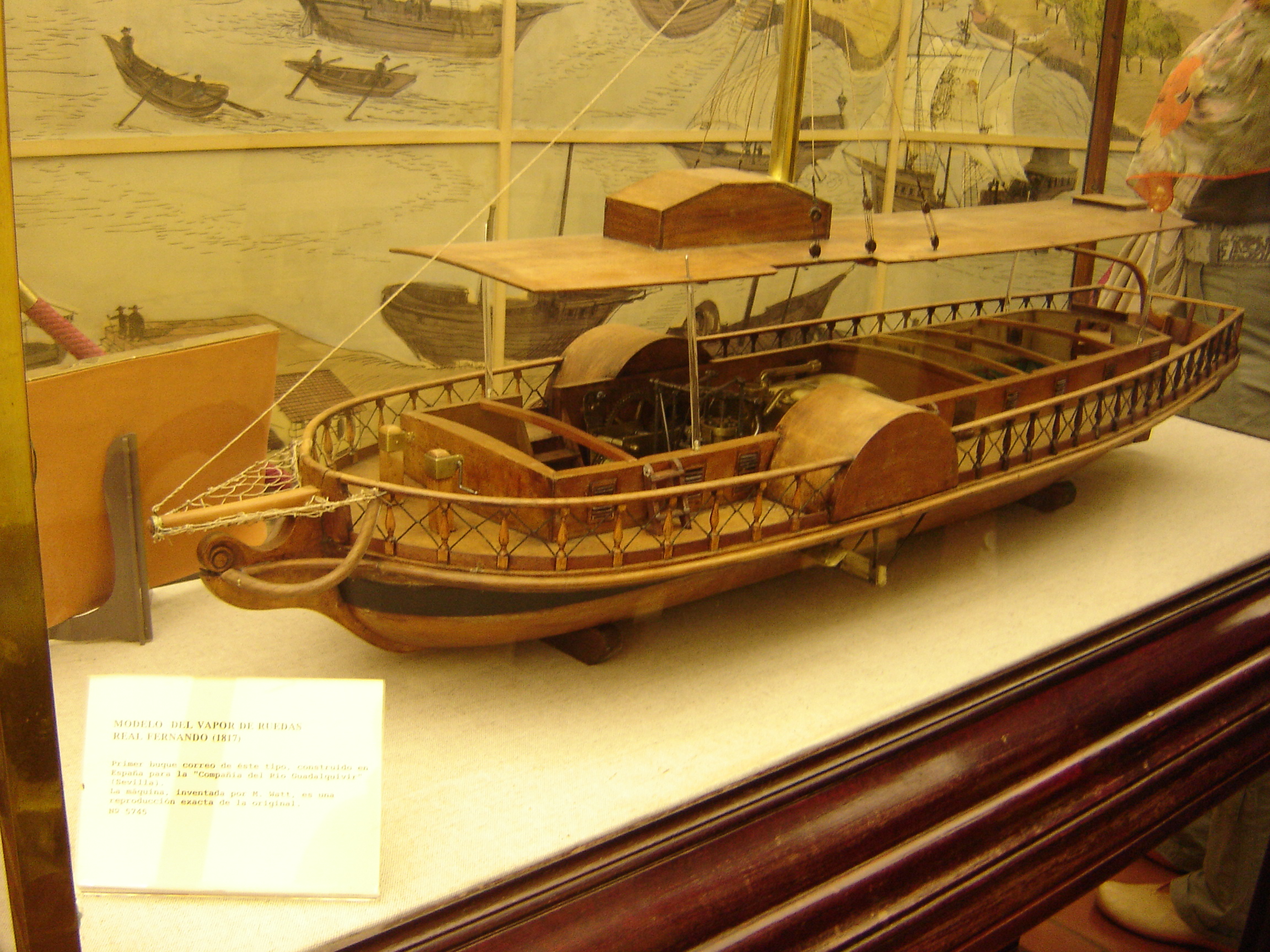
Vapor de ruedas Real Fernando, cuando aún se exponía en el Museo.